# Кристофер (певец)
Кристофер Лунд Ниссен (датское произношение: [ˈlɔnˀ ˈne̝sn̩] Christopher Lund Nissen), известный мононимно как Кристофер — датский певец, исполняющий песни на английском языке. Обладатель Музыкальной премии Дании за 2012 год в номинации Лучший новый мыслитель (Årets nytænker).

## Биография
Кристофер Лунд Ниссен родился 30 января 1992 года в Фредериксберге. Позже семья переехала на Амагер. У Кристофера есть младший брат Оливер.
Свою музыкальную карьеру Кристофер начал с исполнения кавер-версий на песни других артистов. Его первым синглом стала песня Against The Odds, которая заняла 23 место в датских чартах. Следующий сингл Nothnig In Common занял в Дании 5 место. В 2013 году состоялся выход дебютного альбома Colors, который занял в Дании 4 место.
Следующий сингл CPH Girls стал первым, завоевавшим в Дании лидирующую позицию. Альбом Told You So занял по продажам второе место и получил золотой статус.
Третий альбом Closer стал наиболее успешным в карьере Кристофера, заняв первое место в датских чартах. Также он стал первым, попавшим в чарты в другой стране (в данном случае в Южной Корее, где он занял 74 место). По итогам продаж альбом получил золотой статус.
Четвёртый альбом Under the Surface стал менее успешным, заняв в Дании четвёртое место и не получив сертификаций, хотя сингл Bad (к песне Майкла Джексона не имеет отношения) получил некоторую известность в Европе, в том числе в России.
Пятый альбом My Blood стал ещё менее успешным, заняв в Дании 20 место.

### Личная жизнь
В 2012 году Кристофер начал жить со своей девушкой, датской певицей Мединой, с которой впоследствии расстался.
В 2014 году Кристофер начал встречаться с датской моделью Сесиль Хаугаард, на которой женился в июне 2019 года. В 2021 году у них родилась дочь Ноэль.

## Дискография

### Студийные альбомы
| Title             | Details                                                                            | Peak chart positions | Peak chart positions | Certifications   |
| Title             | Details                                                                            | DEN                  | KOR                  | Certifications   |
| ----------------- | ---------------------------------------------------------------------------------- | -------------------- | -------------------- | ---------------- |
| Colours           | - Released: 19 марта 2012 - Label: EMI - Format: CD, цифровая дистрибуция          | 4                    | —                    |                  |
| Told You So       | - Released: 24 March 2014 - Label: Parlophone - Format: CD, цифровая дистрибуция   | 2                    | —                    | - IFPI DEN: Gold |
| Closer            | - Released: 15 апреля 2016 - Label: Parlophone - Format: CD, цифровая дистрибуция  | 1                    | 74                   | - IFPI DEN: Gold |
| Under the Surface | - Released: 22 февраля 2019 - Label: Parlophone - Format: CD, цифровая дистрибуция | 5                    | —                    |                  |
| My Blood          | - Released: 26 марта 2021 - Label: Parlophone - Format: CD, цифровая дистрибуция   | 20                   | —                    |                  |

### Синглы
| Title                                         | Year | Peak chart positions | Peak chart positions | Peak chart positions | Certifications      | Album             |
| Title                                         | Year | DEN                  | KOR                  | SWE                  | Certifications      | Album             |
| --------------------------------------------- | ---- | -------------------- | -------------------- | -------------------- | ------------------- | ----------------- |
| «Against the Odds»                            | 2011 | 23                   | —                    | —                    | - IFPI: Gold        | Colours           |
| «Nothing in Common»                           | 2012 | 5                    | —                    | —                    | - IFPI: Platinum    | Colours           |
| «Mine, Mine, Mine»                            | 2012 | 9                    | —                    | —                    | - IFPI: Platinum    | Colours           |
| «Colours» (featuring Frida Amundsen)          | 2012 | 19                   | —                    | —                    | - IFPI: Gold        | Colours           |
| «We Should Be»                                | 2013 | 15                   | —                    | —                    |                     | Told You So       |
| «Told You So»                                 | 2013 | 4                    | —                    | —                    | - IFPI: 2× Platinum | Told You So       |
| «Nympho»                                      | 2014 | 21                   | —                    | —                    | - IFPI: Gold        | Told You So       |
| «Crazy»                                       | 2014 | 2                    | —                    | —                    | - IFPI: Platinum    | Told You So       |
| «Mama»                                        | 2014 | 9                    | —                    | —                    | - IFPI: Gold        | Told You So       |
| «Waterfall»                                   | 2014 | 13                   | —                    | —                    |                     | Told You So       |
| «CPH Girls» (featuring Brandon Beal)          | 2014 | 1                    | —                    | —                    | - IFPI: 2× Platinum | Told You So       |
| «First Like»                                  | 2014 | 34                   | —                    | —                    | - IFPI: Platinum    | Told You So       |
| «Tulips»                                      | 2015 | 4                    | —                    | —                    | - IFPI: Platinum    | Closer            |
| «Christopher»                                 | 2015 | 39                   | —                    | —                    |                     | Closer            |
| «Limousine» (featuring Madcon)                | 2016 | 11                   | —                    | 69                   | - IFPI: Gold        | Closer            |
| «I Won’t Let You Down» (featuring Bekuh Boom) | 2016 | 1                    | —                    | —                    |                     | Closer            |
| «Take Me Back» (with Matoma)                  | 2016 | 16                   | —                    | —                    |                     | Closer            |
| «Heartbeat»                                   | 2016 | 26                   | —                    | —                    |                     | Closer            |
| «Free Fall»                                   | 2016 | 13                   | —                    | —                    |                     | Closer            |
| «Naked»                                       | 2017 | 35                   | —                    | —                    |                     | Closer            |
| «Bad»                                         | 2018 | 10                   | 118                  | —                    |                     | Under the Surface |
| «Monogamy»                                    | 2018 | 33                   | —                    | —                    |                     | Under the Surface |
| «Irony»                                       | 2018 | 7                    | —                    | —                    |                     | Under the Surface |
| «My Heart»                                    | 2019 | 18                   | —                    | —                    |                     | Under the Surface |
| «Real Life»                                   | 2019 | 30                   | —                    | —                    |                     | Non-album single  |
| «Ghost»                                       | 2020 | 17                   | —                    | —                    |                     | My Blood          |
| «Leap of Faith»                               | 2020 | 15                   | —                    | —                    |                     | My Blood          |
| «Bad Boy» (with Chungha)                      | 2020 | —                    | 31                   | —                    |                     | Non-album single  |
| «Good to Goodbye» (featuring Clara Mae)       | 2021 | 39                   | —                    | —                    |                     | My Blood          |
| «Fall So Hard»                                | 2021 | 31                   | —                    | —                    |                     | My Blood          |
| «If It Weren’t for You»                       | 2021 | 30                   | —                    | —                    |                     | Non-album single  |